# Fantasmi (film 1979)
Fantasmi (Phantasm) è un film fantasy horror a basso costo, oggi considerato un capolavoro del genere. Prodotto nel 1977 e distribuito nel 1979, è stato diretto da Don Coscarelli, che ha curato anche la sceneggiatura, la fotografia, la produzione ed il montaggio.
Viene introdotta in questa pellicola l'inquietante figura dell'Uomo Alto (Tall Man, interpretato da Angus Scrimm), un becchino malefico, sadico e dalla forza sovraumana, che trasforma i morti in nani da rendere suoi schiavi, una volta portati nella sua dimensione d'origine.
Il film ha avuto quattro sequel: Fantasmi II, Fantasmi III - Lord of the Dead e Phantasm IV: Oblivion. Il quinto capitolo, intitolato Phantasm: Ravager, è uscito nelle sale statunitensi il 7 ottobre 2016.

## Trama
La storia si apre con Tommy, un ragazzo appartato in un cimitero con una misteriosa donna vestita di viola che, dopo averlo adescato, lo pugnala uccidendolo; pochi istanti dopo la donna rivela la sua vera identità: il Uomo Alto. Qualche giorno dopo, si tiene il funerale, al quale partecipano i cari amici Reggie e Jody, e in qualche modo, anche il fratello minore di quest'ultimo, Mike, che si nasconde nel cimitero e osserva la cerimonia col binocolo.
Mike ha da poco perso i suoi genitori e vive nel terrore che anche il fratello maggiore Jody possa morire, motivo per cui lo segue Jody ovunque. Proprio dopo il funerale dell'amico Tommy, vede il becchino, un uomo molto alto, sollevare da solo la bara e rimetterla sull'autofunebre invece di seppellirla. Incuriosito, Mike decide di investigare, scoprendo così il terrificante segreto dell'Uomo Alto: costui sta trasformando i cadaveri in piccoli nani (lurker), per condurli attraverso una porta spazio-temporale in una sorta di dimensione parallela e utilizzarli come schiavi. In tutto questo, l'Uomo Alto è aiutato da una serie di sfere metalliche volanti, in grado di uccidere tramite le loro lame e punte e di perforare il cranio dei malcapitati.
Mike, suo fratello e il loro amico Reggie decidono quindi di fermare il terribile complotto e dopo una serie di inquietanti avvenimenti e di scontri, i due fratelli riescono ad attirare l'Uomo Alto in una trappola e a farlo sprofondare in un pozzo minerario. A questo punto però Mike si sveglia e si accorge che era tutto un brutto sogno e che, oltre ai genitori, anche suo fratello Jody era morto in un incidente d'auto (forse provocato dall'Uomo Alto). È così che Reggie decide di prendersi cura di Mike, ormai solo. Tutto sembra finito, ma, rientrato nella sua camera, Mike viene sorpreso dall'immagine dell'Uomo Alto riflessa nello specchio. Voltatosi, viene però afferrato da alcune mani uscite dallo specchio stesso e trascinato all'interno.

## Produzione

### Regia
Per il film, il regista Coscarelli si ispirò ad un sogno che fece in tarda adolescenza. Il film originariamente durava più di tre ore, ma Coscarelli ha pensato bene di fare qualche taglio.

### Cast
Per il ruolo dei protagonisti Coscarelli recluta i suoi amici più cari, tra questi Reggie Bannister che già lo aveva seguito nei suoi primi esperimenti alla regia. 
Il regista, con i suoi genitori, fa una comparsata nella scena del funerale. Gli gnomi erano impersonati da bambini. Sebbene l'attore Angus Scrimm fosse alto 193 centimetri, indossava degli abiti di alcune taglie più piccole e indossava dei rialzi nelle scarpe per sembrare ancora più alto.

## Colonna sonora

### Album
La colonna sonora originale del film è firmata da Fred Myrow e Malcolm Seagrave ed è stata distribuita su un LP del 1979 della Varèse Sarabande Records (VC 81105) con il titolo Phantasm.

#### Tracce
1. Intro And Main Title - 3:55
2. Welcome To Morningside / Hand In Box - 1:27
3. Mineshaft Chase - 2:51
4. Phantasmagoria / Silver Sphere Disco - 5:13
5. Hearse Inferno - 1:13
6. Cemetery Spectres - 0:53
7. Spacegate To Infinity - 3:31
8. Jody At Morningside / Just A Dream? - 1:33
9. Phantasm Atmosphere - 1:09
10. The Tall Man On Main Street - 1:35
11. Funeral Organ / Dwarf In Hearse - 1:44
12. Under The Car - 2:19
13. Mike On The Road - 1:01
14. Hearse Chase - 1:11
15. Overturned Ice Cream Truck - 2:18
16. End Of The Game - 1:05

## Promozione

### Slogan
- "Non aprire mai la porta dell'aldilà..." è la tagline usata per la promozione del film in Italia.[5]
- "If this one doesn't scare you... You're Already Dead!" ("Se questo non ti spaventa... Sei Già Morto") è la tagline usata per la promozione del film negli Stati Uniti.[6]

### Manifesti
Il manifesto originale statunitense raffigurante, tra le altre cose, Mike che salta nel vuoto, l'Uomo Alto e una grande sfera metallica volante è opera dell'artista Joseph Smith.

## Distribuzione
La pellicola è stata distribuita nelle sale cinematografiche italiane nel mese di agosto del 1979.

### Data di uscita
Alcune date di uscita internazionali nel corso del 1979 sono state:
- 28 marzo 1979 negli Stati Uniti (Phantasm)[10][11]
- 24 agosto 1979 in Italia[12][13]

### Edizioni home video
Il 4 aprile 2019, in occasione del 40º anniversario viene distribuito un cofanetto da collezione di Fantasmi edito da Midnight Factory, ramo di Koch Media che si occupa della distribuzione di cult horror in Italia, comprensivo anche del quarto e quinto film con doppiaggio italiano mai usciti in Italia. Questo cofanetto da collezione comprende tutta la pentalogia, 5 cartoline e numerosi extra.

## Accoglienza

### Incassi
Il film ha avuto un costo di produzione di 300.000 dollari e ha incassato negli Stati Uniti d'America 12 milioni di dollari.
Si è classificato al 74º posto tra i primi 100 film di maggiore incasso della stagione cinematografica italiana 1979-1980.

### Critica
Il successo del film ha sorpreso prima di tutti lo stesso Coscarelli al quale va attribuito il merito di aver saputo realizzare un prodotto a basso costo ma di ottima fattura. Il termine onirico è sicuramente la parola che meglio si addice al film e non solo perché l'idea del soggetto è venuta al regista stesso per via di un sogno fatto da ragazzino ma anche perché la pellicola è ricca di incongruenze proprio come un sogno reale. In questo sogno però le incongruenze sono sapientemente miscelate attraverso diversi generi tra cui fantascienza, fantasy e horror. L'opera di Coscarelli riesce anche ad immergersi nelle paure più recondite dell'essere umano e questo grazie ad alcuni scenari veramente inquietanti oltre che spettacolari. Come ad esempio il mausoleo dell'Uomo Alto dove, lungo infiniti corridoi labirintici rivestiti di marmo bianco, sfrecciano delle sfere metalliche assassine alla ricerca di vittime da dissanguare.

## Riconoscimenti
- Special Jury Award

## Sequel
- Fantasmi II (Phantasm II), regia di Don Coscarelli (1988)
- Fantasmi III - Lord of the Dead (Phantasm III: Lord of the Dead), regia di Don Coscarelli (1994)
- Phantasm IV: Oblivion (Phantasm IV: Oblivion), regia di Don Coscarelli (1998)
- Phantasm: Ravager (Phantasm: Ravager), regia di David Hartman (2016)